# Leda (mitologija)
Leda (grč. Λέδα, Léda)  u grčkoj mitologiji bila je spartanska kraljica te majka (uz oca Zeusa) blizanaca Kastora i Polideuka; kći kralja Testija, Tindarejeva žena.

## Mitologija
Zeus se zaljubio u Ledu i zaveo ju je u obličju labuda. Kao labud, bacio joj se u naručje da bi se zaštitio od orla koji ga je proganjao. Iste je noći Leda spavala sa svojim mužem Tindarejom. Tako su nastala dva jaja iz kojih su se izlegli Helena, Klitemnestra te Kastor i Polideuk.
Razne inačice mita donose podatke o tome koja su djeca (po ocu Tindareju) bila smrtna, a koja besmrtna (po ocu Zeusu). Po nekim su pričama Kastor i Polideuk besmrtni kao bogovi, po drugima (Ilijada) smrtnici. Jedino što je stalno u svim inačicama jest da ako je jedan besmrtan, to je Polideuk. U Homerovoj Ilijadi Helena gleda sa zidina Troje i pita se zašto ne vidi braću među Ahejcima. Homer zatim govori da su obojica već mrtvi i pokopani u Lakedemonu, svojoj domovini, a to pak govori da su bili smrtni. Većina se izvora ipak slaže da su Helena i Polideuk bili besmrtni, a Klitemnestra i Kastor smrtni.
Leda je s Tindarejem imala još djece - Timandru, Febu i Filonoju. Još jedna inačica potonjeg mita govori da je Nemezida bila u ljudskome obliku. Afrodita je bila u obličju orla i slijedila Zeusa koji je bio u obličju labuda. Zeus je potražio zaštitu u Nemezidinim rukama. Kad je ona zaspala, Zeus ju je silovao, a ona je poslije izlegla jaja te se mit nastavlja kao i prethodni.
U trećoj inačici, mit počinje kao i prošli, ali poslije Leda posvaja Helenu kao svoju kći.

## Vanjske poveznice
- Leda u grčkoj mitologiji (engl.)